# Праттельн
Праттельн (нім. Pratteln) — місто  в Швейцарії в кантоні Базель-Ланд, округ Лісталь.

## Географія
Місто розташоване на відстані близько 70 км на північ від Берна, 5 км на північний захід від Лісталя.
Праттельн має площу 10,7 км², з яких на 43% дозволяється будівництво (житлове та будівництво доріг), 27,5% використовуються в сільськогосподарських цілях, 28,1% зайнято лісами, 1,4% не є продуктивними (річки, льодовики або гори).

## Демографія
2019 року в місті мешкало 16 650 осіб (+8,6% порівняно з 2010 роком), іноземців було 41,3%. Густота населення становила 1556 осіб/км².
За віковим діапазоном населення розподілялося таким чином: 18,9% — особи молодші 20 років, 61,6% — особи у віці 20—64 років, 19,5% — особи у віці 65 років та старші. Було 7402 помешкань (у середньому 2,2 особи в помешканні).
Із загальної кількості 14 741 працюючого 39 було зайнятих в первинному секторі, 4207 — в обробній промисловості, 10 495 — в галузі послуг.